# 非正規雇用
非正規雇用（ひせいきこよう）は、有期労働契約による雇用形態のこと。日本では正規雇用（Regular employees）以外のパートタイマー・アルバイト・派遣労働・契約社員・嘱託などの有期雇用をいう。
冷戦終結後のグローバリゼーションによる発展途上国との低価格競争の激化で増加した雇用形態。「正規雇用を望んでいるのに非正規の雇用しか得られない場合」は不本意非正規または不完全雇用（不完全就業）隠れた失業（hidden unemployment）と言われる。
日本では、不本意非正規雇用の割合は年々減少傾向にあり、2020年時点の日本において非正規雇用が就業者（労働者）全体の10.9%を占め、非正規労働者全体の10.2%が不本意非正規であり、就業者（労働者）全体の3.2%となっている(2021年時点)。2023年の不本意非正規雇用の割合は非正規雇用労働者全体の9.6％でありり、2013年の数値と比較すると半数近くまで減っている。豪州における不本意非正規雇用率ではパートタイマー数全体の23%、EUではパートタイマー数全体の17%となっている。
なお、後述のように「非典型雇用」（Atypical Employment , Nonstandard Employment）と日本の「非正規雇用」については、自営業を含めるという違いがあるため必ずしも一致しない。日本では法律ではなく、過去の判例で企業側からの正社員の解雇を事実上不可能にしている解雇規制が行われている。そのため、金銭解雇を認めている国よりも雇用の流動性が悪く、労働者の給与が上がりにくくなっており、非正規雇用労働者が不況や業績悪化時の調整弁となっている状況にある。具体的には、会社側が特定の人物を解雇行為自体は可能だが、裁判所は正社員の中で勤務態度や能力などの総合評価が最低の者にでさえも解雇を認める判決を出さない。つまり、雇用側目線で解雇した元正社員から訴訟を起こされたら確実に職場復帰の判決となる。そのため、企業側は迂闊に能力不足者を一度正社員雇用すると負債になり、能力不足者を正社員雇用してしまう度にまた1人と負債が積み重なっていく状況にある。就職氷河期世代とは、日本の正社員解雇規制判例・判決の負の影響を受けた世代であり、不景気でも正社員解雇が困難な中で倒産回避のための手段として、雇用抑制が行われた時期に新卒だった世代である。当時の日本で金銭解雇が可能ならば新卒に対する雇用抑制などほとんど行われず、バブル世代などに多かった能力不足者らを解雇したことで空いた採用枠で多くの氷河期世代が採用されただろうと指摘されている。
日本のような終身雇用文化の無く、ジョブ型雇用であるアメリカでは「正社員も有期雇用」であり、解雇も業績に反映した形で行われる。特に非製造業の解雇・新規採用は大企業でも頻繁に行われ、雇用の流動性が高い代わりに労働者の賃金も高い。背景には、企業は解雇したい際には正社員へも金銭を支払えば整理解雇(金銭解雇)することが認められている場合は、正社員採用を抑制する必要性がなくなるからである。つまり、高い給与で優秀な人材を集め、一度採用してから判断しようという動きが大企業にさえも可能だからである。

## 概説

### 非正規雇用
日本の大手企業に多く見られる雇用慣行では、労働者をその勤務態様によって、次の3つで区分けする。
- 企業に直接雇用される者であるか、そうでない（間接雇用）者か。
- 契約期間が無期（期間の定めのない労働契約）であるか、有期（期間の定めのある労働契約）であるか。
- 各企業の就業規則で定める所定労働時間の上限（フルタイム）まで労働する者か、上限に満たない（パートタイム）者であるか。

このうち、直接雇用・無期・フルタイムの3つをすべて満たす労働者を正規雇用労働者として、企業は中核的労働者に位置付ける。一つでも満たさない者は非正規雇用労働者（アルバイト、パートタイマー、契約社員（期間社員）、派遣社員など）として、正社員を中心とした企業秩序の周縁に位置付ける。
内容面から定義しようとすれば、一般的に、いわゆる「正社員」「正職員」と呼ばれる従業員の雇用と比較したときに総合的に見て、
1. 給与が少ない - 例：単位時間当たりの給与（時給）が低い、退職金や賞与（ボーナス）の支給がない（支給されるとしても、正社員より要件が厳しいうえ、より少額になる）。
2. 雇用が不安定 - 例：終身雇用のない、有期雇用で最長でも3年程度しかない。
3. キャリア形成の仕組みが整備されていない - 例：幹部までの昇進・昇級の人事系統に乗っていない、能力開発の機会に乏しく、いくら就労を重ねても知識・技能・技術が蓄積されない。

といった要素が色濃い雇用形態を総称する用語である。法的な雇用形態の分類から定義すれば、 有期契約労働者、派遣労働者（登録型派遣）、パートタイム労働者のいずれか1つ以上に該当するような労働者の雇用を指すことが一般的である。
2005年の水町勇一郎は、日本と大韓民国（韓国）以外の国では正規雇用、非正規雇用という明確な区分は低いと述べている。

#### 不本意非正規
通勤時間や労働日程の融通などの理由で希望している場合を除いたケース、正規雇用を望んでいるのに非正規雇用でしか働けていない状態は「不本意非正規」（ふほんいひせいき）と呼ばれ、不完全雇用（不完全就業）のひとつである。

### 非典型雇用
一方、欧米で用いられている「非典型雇用」（Atypical Employment, Nonstandard Employment）は、日本でいう「非正規雇用」とは必ずしも一致しない。「非典型雇用」は雇用期間に定めのないフルタイム雇用者を典型労働者とし、それと異なる雇用形態や就業形態を「非典型雇用」としており、パートタイム労働者や有期雇用者だけでなく自営業者なども「非典型雇用」には含まれる。

### 労働市場との関係
1990年代後半以降、雇用契約の期間に定めのある有期契約労働者（Fixed-term Contracted Workers）や派遣労働者といったいわゆる一時雇用（Temporary Employment）の増加がヨーロッパの大陸諸国や日本で指摘されるようになった。一時雇用（Temporary employment）において結ばれるのは期間の定めのある労働契約であり、正規雇用における期間の定めのない労働契約と対比される。雇用保護規制の一部は、一時雇用においては適用されないことが多い。
産業革命以降、製造業が産業の中心がとなり、フルタイムの労働者が労働力の中核となった。また、この過程で男性は仕事、女性は家庭という性的な役割モデルが確立されていく。パートタイム労働者は労働市場の中で規模を拡大していったが、一方で待遇格差など様々な問題も生じることになる。
解雇規制が緩いイギリスにおいては非正規雇用の比率はアメリカに次ぐ低水準にあるが、属性調整後の有期雇用者（非正規）と常用雇用者に格差は見られないものの、派遣社員は正社員より1割ほど低い賃金とされる。
社会学者の河合薫はイタリア、デンマーク、オーストラリア、ニュージーランド、カナダ、フランスでは非正規労働者の賃金の方が正社員よりも高いことを指摘している。
1994年に、国際労働機関 (ILO) は『パートタイム労働に関する条約（第175号）』を採択した。これはパートタイム労働者の労働条件が比較可能なフルタイム労働者と少なくとも同等になるよう保護すると同時に、団結権、団体交渉権、労働者が代表とともに行動する権利、労働安全の待遇、雇用および職業における差別、社会保障制度、母性保護、雇用の終了、年次有給休暇、有給な休日、疾病休暇に関してフルタイム労働者と同じ条件を、フルタイム、パートタイム間の自発的な相互転換の促進を定めている。2019年11月現在日本は批准していない。2019年11月現在の批准国は欧州を中心に18カ国である。

## 日本における非正規雇用
| 雇用形態                           | 万人  |
| ---------------------------------- | ----- |
| 役員                               | 335   |
| 期間の定めのない労働契約           | 3,728 |
| 1年以上の有期契約                  | 451   |
| 1か月～1年未満の有期契約（臨時雇） | 763   |
| 1か月未満の有期契約（日雇い）      | 15    |
| 期間がわからない                   | 239   |

### 年代別非正規雇用の比率
| 年     | 15-24歳※ | 25-34歳 | 35-44歳 | 45-54歳 | 55-64歳 | 65歳以上 | 全年代 |
| ------ | -------- | ------- | ------- | ------- | ------- | -------- | ------ |
| 2002年 | 29.7     | 20.5    | 24.7    | 27.8    | 37.5    | 62.1     | 29.4   |
| 2003年 | 32.1     | 21.5    | 25.4    | 28.8    | 38.3    | 63.1     | 30.4   |
| 2004年 | 33.3     | 23.3    | 26.4    | 29      | 39.8    | 65.8     | 31.4   |
| 2005年 | 34.2     | 24.3    | 26.6    | 30      | 40.8    | 67.5     | 32.6   |
| 2006年 | 33.1     | 25.2    | 27.4    | 30.3    | 40.8    | 67       | 33.0   |
| 2007年 | 31.2     | 25.8    | 27.2    | 30.6    | 40.9    | 67.3     | 33.5   |
| 2008年 | 32       | 25.6    | 27.9    | 30.5    | 43      | 68.6     | 34.1   |
| 2009年 | 30       | 25.7    | 27      | 30.6    | 42.8    | 67.1     | 33.7   |
| 2010年 | 30.4     | 25.9    | 27.4    | 30.7    | 44.2    | 68.9     | 34.4   |
| 2011年 | <32.3>   | <26.4>  | <28.0>  | <30.9>  | <46.4>  | <69.6>   | <35.1> |
| 2012年 | 31.2     | 26.5    | 27.6    | 31.4    | 46.2    | 68.8     | 35.2   |
| 2013年 | 32.3     | 27.4    | 29      | 32.2    | 47.8    | 71.5     | 36.7   |
| 2014年 | 30.7     | 28      | 29.6    | 32.7    | 48.3    | 73.1     | 37.4   |
| 2015年 | 29.8     | 27.3    | 29.6    | 32.6    | 47.4    | 74.2     | 37.5   |
| 2016年 | 28.6     | 26.4    | 29.3    | 32.4    | 47.3    | 75.1     | 37.5   |
| 2017年 | 27.2     | 25.9    | 28.6    | 32.3    | 47.1    | 74.4     | 37.3   |
| 2018年 | 26.3     | 25.0    | 28.8    | 32.1    | 46.9    | 76.3     | 37.9   |

※在学中は除く

・2011年の数値は東日本大震災の影響により正確な値を調べることができなかったため補完的に推計した値（2010年国勢調査基準）となっている。

### 非正規雇用の特徴
雇用者側（雇う側）のメリット
- 需要や収益の変化に対応した調整を、職員の増減で行いやすい。企業は非正規雇用の従業員を優先的に雇用契約の更新をしないことで、貸倒れなどによる倒産でおこる全社員の失業や利害関係者への被害を防げる。
  - 日本では正社員の解雇は実務的には極めて難しく、景気悪化の際に余剰な労働力を抱え込むリスクを負うことになる。
- 単純業務に対する安価な労働力としてリスク回避できる。退職金や社会保険料、需要減少による収益悪化に伴う人員削減の際には調整弁としての更新停止で人件費を抑制しやすい[26][37]。

雇用者側（雇う側）のデメリット
- 知識・技術を社内に蓄積しづらい。製造業では技術者・熟練工、サービス業ではいわゆるベテランが育ちにくい。特に派遣社員は社外の人間であり、派遣先企業や所属事務所が異なる。
- 正社員と比べ会社に対する忠誠心・責任感が低い（特に派遣社員は派遣先の社員ではないため、他社の人間の派遣社員へ忠誠心・責任感を求めること自体ミスマッチといえる）。

被雇用者側（雇われる側）のメリット
- 契約形態によって正社員と同じ時間働くか、短時間で働くかなど仕事の時間や期間を調整できる[注釈 4]。
- 正社員のようにサービス残業を強いられない。
- 副業・兼職（ダブルワーク）がやりやすい（正社員は大抵の場合就業規則で副業・兼業（企業によっては消防団を含む）を禁止するか、または許可制である）。
- 転職が容易であり、多くの企業に触れて経験を積むことができる。
- すぐに代替の人材が確保できるため、採用されやすい（現金、個人情報、その他機密事項を扱う作業でなければ、保証人を要求しない場合もある）。
- 賃金の支払い方法を月払いの他にも週払い（例:毎週金曜日締め、翌週金曜日支払いなど）や、一部の仮払いにも対応している企業もあり、賃金を分割して受け取ることで必要最低限の生活費が枯渇する不安を軽減できる。

被雇用者側（雇われる側）のデメリット
- 時給に換算した場合の賃金が安く、基本的にボーナス（賞与）や退職金が支払われない（支払われるとしても、正社員より少額になる）。
  - 日本では同一労働同一賃金の原則が義務化されておらず、正社員と同じ内容の仕事であっても、正社員よりも低賃金である。
  - 非正規雇用のホワイトカラーが、正社員のブルーカラーより安い場合もある。
  - 例えば、女性の出産に伴う就業パターン変化を見ても、正社員として働き続ける場合と出産退職後パートタイマーとして再び働き出した場合では、賃金だけでも2億円近い差が生まれるとされる[38]。
- 勤続年数が増え、業務遂行能力が上がっても昇給はほとんどない（＝使用者にしてみれば人件費を抑制できる）。
- 正規雇用の多くが年齢給あるいは職能給であるのに対し、非正規雇用の多くは定期昇給のない職務給である。
- 新卒一括採用の慣行が根強い日本では、学卒時に非正規雇用となると、そこから正社員になることは困難である。 フリーターも参照。
- 企業が非正規労働者に対してスキルアップの機会を与えることは少なく、常に自分自身でスキルアップをはからねばならない。
- 雇用形態が、1か月〜1年単位の有期雇用であり、長くても3年程度しかないため（労働基準法第14条）、雇用が不安定である。
  - 雇用契約を更新し、継続して5年を超えた場合は、企業は無期雇用に切り替えなければならない（労働契約法第18条。ただし、これは必ずしも雇用形態を正社員にしなければならないということではない）。
  - 総じて若いうちは多くの求人があるが、高齢になるにつれ新規の求人は少なくなり、将来への展望が不安定。
- 福利厚生が正社員に比して充実していない。
- 所定労働時間の短い非正規労働者は、社会保険（健康保険・厚生年金）・労働保険のうちの雇用保険[注釈 5]の適用から外れる。
  - 社会保険や雇用保険が適用されると、それらの保険料（原則労使折半）が労働者の賃金から差し引かれるため、最終的な手取り額が一層低くなる。
- 短期雇用かつ低賃金であるため、数百万円から1000万円以上の資金（住宅・自動車ローンなど）の借り入れ自体不可能か、可能であっても高額な頭金を要する。
  - 年数十万円単位を要する、自動車の維持費（自動車税・重量税・自賠責および自動車任意保険料・車検代・燃料代・駐車料金など）を支払える保証がない。
- 1年間の収入合計が103万円（平均月収約85,800円）を超えた場合、所得税を納める義務が発生する（ただし学生の場合、勤労学生控除でそれを超えるだけでは所得税を収める義務は発生しない）ため、特に既婚女性であるパート・アルバイトは年収を103万円以下に抑えようとすることが多い（配偶者控除）。年収調整のため年末繁忙期にシフトを空ける現象も見られ、人事労務管理の配慮点の一つである。
- 男性は、結婚率が低い。 結婚#未婚化・晩婚化についての分析も参照。

などが挙げられる。

### 日本の状況推移

日本における役員を除く雇用者（年齢別）。
青は正規雇用、橙はパートタイム、緑はアルバイト、赤は派遣労働者、緑は契約社員、茶は嘱託社員、ピンクはその他。

戦後の高度経済成長期（特にいざなぎ景気から列島改造ブームまでの頃）において、日本の企業は常に人手不足にあり、労働者を囲い込む形で正規雇用が常態化した。さらにそれを補佐する形で農閑期の農業労働者や主婦をパートタイム労働者として雇い入れる形になった。 
バブル経済下では大企業でさえも採用敷居が平時よりも低くなり、売り手市場の中の売り手市場状態となっていたことで能力不足社員など余剰人員を抱えることになった。バブル崩壊後の不景気の最中でも正社員解雇が事実上不可能な中で倒産回避はのために新卒採用抑制で乗り切った原因となる。
バブル経済崩壊・冷戦体制の崩壊後のグローバル化で低価格競争・IT技術革新による産業構造の変化の3つが重なったことによる平成不況では、企業は、競争力強化の必要性に迫られ、コスト削減の圧力への対応が必要になるとともに、大規模な景気後退を経験したことを背景として、将来の商品需要の不確実性への対応が必要だと認識するようになる。このため、 正規雇用（フルタイム労働）である正社員の採用を抑制する一方、コスト削減のために単純業務に対する安価な労働力の供給源として、また、不確実性への対応のために企業業績縮小期の雇用調整弁として、非正規雇用の従業員（非正社員）を増やすことで労働力をまかなっていくようになっていく。
日本では正社員に対する整理解雇の条件が非常に厳しく、（犯罪などの正当な理由がない限り）容易に解雇できないため、再度の不景気時に備え、バブル崩壊前よりも正社員の雇用には慎重になった。大企業や公務員系の待遇の良い正社員労働者は解雇されても訴訟を起こすこと、大企業側も高度経済成長期の判例でどんな能力不足社員だと証拠があって解雇しても裁判所は認めないことを知っていた。そのため、大企業は景気が回復しても、新卒採用枠は高学歴学生の一部のみにし、その他労働者は有期雇用や派遣社員などの非正規雇用をしたりすることが常態化した。政治は既に正社員となった層からの反発による正社員解雇規制緩和を選挙敗北を恐れ挑まないため、氷河期世代は上の世代の正社員の雇用のために犠牲とされた世代である。
労働者数の推移をみると、1980年代（第2次オイルショック後）から雇用者に占める非正規雇用の比率は少しずつ増加し、1990年に初めて20%を超えた。以降は、ほぼ横這いで推移していたが、1990年代後半（アジア金融危機後）になると増加傾向が著しくなり、1999年に25%、2003年に30%、世界金融危機後の、2011年に35%を超え、2013年には過去最高の36.7%を記録している。また、若年層の非正規雇用率については、学生を除いた15-24歳で32.3%、25-34歳で27.4%であり、全体と比較すると低いものの上昇傾向にある。
厚生労働省の2010年版『労働経済白書』は非正規雇用増加の原因として「相対的に賃金の低い者を活用しようとする人件費コストの抑制志向が強かった」、さらに「労働者派遣事業の規制緩和が、こうした傾向を後押しした面があったものと考えられる」と指摘している。2009年にはOECD（経済協力開発機構）は日本における非正規雇用増加の原因が「非正規社員に比して正社員の解雇規制が強いこと」と「非正規雇用への社会保険非適用」にあると指摘。労働市場の二極化を是正するよう、たびたび勧告を行っている。

#### 景気変化による不本意非正規率の減少傾向

日本における不本意非正規雇用労働者の割合・人数の推移

OECD各国の全雇用者に占める、不本意パートタイマー割合

2014年時点で、非正規雇用全体を占める不本意非正規の割合は18.1%である。2013年から生産年齢人口の減少も一因とするが、好況による人手不足を受けて不本意非正規の減少が始まっている。同年のアルバイトの時給を南相馬市の飲食チェーン店では1500円に上げて人手を求めている。同年の統計結果から非正規雇用者が非正規の職に就いた理由が「正規の仕事がないから非正規雇用の職に就いた」は不本意非正規雇用者は約2割で、残り約8割が時間調整のしやすさ・「家計の補助を得ることためにパート」などを理由として非正規雇用となったことが分かっている。
総務省の統計では2013年から2016年までの非正規雇用で働く男女（高校生以上）は約100万人増加したのにもかかわらず、不本意非正規の割合は逆に約55万人も減少しているとしている。このように今まで望まず非正規だった労働者が約55万人近くは正社員になる一方で、学生のアルバイトや主婦のパートタイマーという非正規を意図的に希望して働く男女が100万人も増加しているとされる。2013年以降から2016年までに女性で非正規雇用を選んだ理由として、パートタイマーによる家事と育児の両立の可能であることと通勤時間の短いことにが理由として大きく増加したのに対して、不本意非正規の理由である『正社員になれないから』という理由でパートをしている場合が大幅に減少しているとされる。男性でも同期間に非正規雇用で働いている理由として正社員になれないからという不本意な理由が約50万人減少して、学生らを中心にアルバイトのような学業の合間で働ける非正規を望んで選択している場合が増加している。2015年1月30日、厚生労働省では「労働市場分析リポート」で、1984年から30年間で非正規労働者が増加したのは、後述のように農家・自営業者・家族従業者が減少した結果、その受け皿となったことが大きな原因と分析した。2017年3月までの総務省の調査では役員を除く労働者5402万人のうち、正規の職員・従業員は2016年の1〜3月期に比べ47万人増加して3385万人になった。非正規の職員・従業員は2017万人で前年度より4万人増加した。非正規雇用を選んだ主な理由が男女共に「自分の都合のよい時間に働きたいから」が最多で、男性は前年同期に比べ3万人、女性では21万人増加した。
2020年、就職氷河期世代全体の非正規社員は約600万人に上り、45-49歳で226万人いる。ジャーナリストの小林美希は「多くのキャリアカウンセラーが『正直、45歳以上の正社員化は難しい』と口を揃える状態」としている。ただし、バブル崩壊期以降の非正規雇用の増加は、決して正規雇用の減少を意味するのではない。正規雇用の人数は1988年は3333万人、2019年は3494万人でほぼ変わらない。減少したのは自営業者で、それが雇用者数、中でも非正規雇用の増加につながっている。
2013年から始まった不本意非正規率が過去最少の2019年には不本意非正規雇用者の比率（不本意非正規比率）は10.9%を記録した。2020年には横ばいになっている。2020年の不本意非正規労働者は女性118万人・男性112万人で男女ともに前年（女性121万人，男性115万人）より減少傾向が続いている。不本意非正規は女性の方が多い点は前年同様であり、その差は前年同様の約6万人となっている。不本意非正規の割合を男女別・年齢階級別に見ると，女性は15-24歳の若年層（うち卒業）で最も高くなっており、男は45-54歳で最も高くなっている。
2020年から流行している新型コロナウイルス感染症による影響もある。流行以前の2019年11月の「日払い」という単語が含まれる求人件数の全体に占める割合は7.2%（件数は約6万3000件）だったが、2021年11月には12%（件数は約8万4000件）に増加している。

### 社会状況
大企業と中小企業とでは、大企業の方が非正規雇用の割合が高い傾向にある。非正規雇用者全体に占める「不本意非正規雇用」自体は減少傾向を続けており、2023年は9.6%でありり、2013年の値の約半数まで減っている。
男性と女性とでは、女性の方が増加傾向にある。特に若年層でその傾向がある。例えば、バブル景気前（1984年）とバブル崩壊とその後の景気回復（2006年）とを比べると、若年層に占める正規雇用の割合は、男性に比べて女性の方が低下幅が大きい。総務省の調査によると、非正規の地方公務員は日本全体で2020年時点で約69万4000人いて、うち74.5%を女性が占め、その多くは行政機関の窓口や公営の保育所、図書館、婦人相談所などの公共施設で働いているとされる。
非正規雇用で働いている人たちの多くは低賃金のため自活ができない。経済学者の岩田規久男は「アジアなどで生産される輸入品は、現地の未熟な低賃金労働者がつくっている。それに対処するために、非正規就業者の賃金は低い水準に抑えこまれている」と指摘している。
非正規雇用者は極めて弱い立場にある。2000年代は輸出産業である製造業が好調だったが、人手不足は外国人労働者を含む派遣社員を中心に非正規雇用でまかなわれた。そのため、日本国外市場の減速が製造業を直撃した2008年秋頃からの解雇・雇止めの増加は、まず非正規雇用者から行われた。製造業の派遣社員は、派遣会社の提供している寮に入居している者が多く、職を失った多くの非正規雇用者たちが路上へ放り出された。また、製造業以外の職種でも非正規雇用労働者の解雇・雇止めが進んだ。
経済学者の大竹文雄は「非正規社員を雇用の調整弁とすることを社会が容認している以上、非正規社員を雇い止めすることは企業にとっては完全に合理的である。また、非正規切りについて対策を求めず、賃上げを求める労働組合の行動も、正社員の代表という立場として正当化されるべきである。非正規社員を増やした段階で、不況になると非正規切りが起こるということは予測できたことである」と指摘している。

### OECDによる労働市場二極化の解消勧告
2006年にOECDは日本経済について、所得分配の不平等改善のために労働市場の二極化を削減するよう提言している。そのためには、正規労働者の雇用保護を削減し非正規労働者を雇用する企業のインセンティブを弱めること、非正規労働者に対しての社会保険適用を拡大することが必要だと指摘している。
さらにOECDは2008年に、「日本は若年者が安定した職を見つける支援をするために、もっとできることがあるのではないか」と題したプレスリリースの中で、「日本の若年層は、労働市場の二極化進行の深刻な影響を受けている（Young people are severely affected by the growing dualism in the Japanese labour market）」と指摘し、「彼らは収入と社会保険は少なく、スキルやキャリア形成のチャンスは少ない」「非正規から正規への移行は困難であり、若年者は不安定な雇用に放置されている」と述べ、重ねて正規労働者の雇用保護規制の削減と、非正規労働者の雇用保護・社会保障の拡大を提言している。

### 企業による待遇改善の取組状況
非正規雇用から正規雇用への転換については、制度自体がない企業も多く、制度がある企業でも適用例はさらに少ない。またほとんどの会社が「非正規雇用に対する差別や冷遇は当然」と認識しており、即戦力として扱える、相当のスキルがないと正社員と同様の収入にならない。
ただし、一部では2002年から2007年までの景気回復による人手不足から、小売・流通業のように非正規雇用から正規雇用へと転換する動きがあった。小売・流通業は、出店などによる人材不足感が高まっており、例えば
- ワールドは2006年11月に、子会社のパートなどのうち8割となる約5千人を本社の正社員として採用[64]。
- ユニクロを抱えるファーストリテイリングは、2007年3月5日に「地域限定正社員制度」を導入し、2年間で5千人を非正規雇用から正規雇用に転換すると発表。
- ロフトは2008年3月、正社員、契約社員、パート社員といった区別をなくし、全従業員を「ロフト社員」に統一すると発表[65]。
- 広島電鉄は2008年3月、契約社員を全員正社員化し、賃金体系を一本化することを発表。ベテランを中心に、正社員の3割が賃下げとなった[66]。
- 西日本旅客鉄道は2006年3月、契約社員を勤続3年以上を条件に正社員登用試験を年間2回実施することを発表。

などの動きがあった。
また、他の産業では、
- トヨタ自動車が2008年度に期間工1,200人を正社員化[67]
- 三井住友銀行が、派遣社員約2,000人を正社員化[68]

といった動きや、前述の小売業や外食産業で人手不足を背景としたパート待遇の改善（試用期間を経た正社員採用など）の動きについての報告（2008年4月時点）がある。

### 労働組合による取組状況
日本の企業別労働組合では正社員のみを組合員にする場合が多く、組合員でない非正規労働者の保護は意図されず、むしろ正社員の雇用を守るための安価な労働力・景気の調整弁として正当化されている。ただし、非正規社員の増加および正社員の組織率の低下を受けて非正社員のための労働組合（首都圏青年ユニオンなど）が結成されたり、既存の労働組合でも非正社員の加入を認める例が増加している。しかし、100年に一度といわれる大不況を受け、大企業の労組でさえも非正規労働者の解雇・雇止めを問題にできないでいる。連合幹部によれば、「不況の影響が大き過ぎて正社員の処遇を守るのが精一杯」という。

### 学者の提言
大竹文雄は「必要な手立ては、非正規雇用への規制強化ではなく、正規雇用の既得権益にメスを入れることである」と指摘している。大竹は「労働市場の二極化に歯止めをかけるために、非正規と正規の雇用保障の差を縮小させることである。非正規社員だけでなく、正規社員も景気変動リスクを引き受ける仕組みをつくる必要がある」と指摘している。
反論がある。経済学者の田中秀臣は「非正規雇用と正規雇用の待遇を同じにすれば問題は解決するという議論があるが、停滞が続く中でやっても単に失業者を増やすだけである」と指摘している。経済学者の伊藤修は「財界の人たちや『多様な働き方の提供』という理屈で労働保護規制を壊している有識者は、自分の家族を非正規労働者にしたいとは思うのだろうか。自分が無理なものを他人に押し付けることは、人間としてのモラルに欠けるのではないか」と指摘している。

### 日本での呼称別の状況
以下に、日本でよく用いられる呼称別に、特徴を記す。以下の呼称は法的な定義があるわけではなく、企業ごとにも定義が異なる。

#### パート、アルバイト
短時間労働者及び有期雇用労働者の雇用管理の改善等に関する法律（パートタイム労働法）では「短時間労働者」を「1週間の所定労働時間が同一の事業所に雇用される通常の労働者よりも短い労働者」と定義している（第2条）。パートタイム労働法上は、有期契約・無期契約を問わない。労働力調査（総務省）では、「勤め先での呼称がパート・アルバイトである者」となっている。「短時間労働者」のうちどの者が「パート」「アルバイト」であるかは一般的に定まった定義はなく、企業によって「パート」「アルバイト」という呼称の定義は異なる。「パート」と呼ばれていても、その職場の通常の労働者と同じ所定労働時間を定められていれば、パートタイム労働法の「短時間労働者」には該当しない。逆に、「パート」と呼ばれず業務や待遇に差がなくても、その職場の通常の労働者よりも短い所定労働時間を定められていれば、「短時間労働者」に該当する。
パートは略称で、正式にはパートタイマー。語源は英語のPart Timer、つまり、本来通常の労働者の所定労働時間よりも短い所定労働時間を定められていることからそう呼ばれるが、「パート」の実態は必ずしもそうとは限らず、単に従事する業務や賃金・待遇を通常の労働者と区別するための便法として使われる場合もある。そのため、正社員と同じ時間労働しながら「パート」と呼ばれる労働者（フルタイムパートタイマー）も存在する。
アルバイトの語源はドイツ語のArbeit。戦前の大学生が学業の傍らで従事する労働を呼んだ用法が広まったもの。 詳しくは、アルバイトを参照。
一般的に、正社員と比べ労働時間が短く、時間あたりの賃金が安い（高くても最低賃金の100円増程度しかない）。契約内容によっては健康保険・厚生年金保険・雇用保険の適用を受けず、会社独自に定める福利厚生などの対象からも外れる場合がある。一方、パートタイム労働者の職務内容、人材活用の仕組み（人事異動などの有無や範囲）が正社員と同一であれば、パートタイム労働法では正社員との差別的取り扱いを禁止している。
構成は、学生や主婦が多く、男性よりも女性が多くある。また、年齢構成では15-24歳といった若い世代よりも、30、40歳といった中年世代の方が多い。
伊藤修は「パートタイマーとは短時間労働者の意味であるが、日本でフルタイムで働く労働者を『パート』と呼ぶことはおかしい。世界標準では、時間内に与えられた仕事をこなせばそれは立派な正規労働である」と指摘している。

#### 契約社員（臨時職員）
おおむね1か月から1年単位、最長でも3年の有期契約で雇われる形態を広く指す。製造現場に勤務する者は特に臨時工、期間工などとも呼ばれる。高度な技術を有した専門職の者が1年以内の契約を結んだり、一度退職した正社員が再雇用で嘱託社員として雇われる形態も含まれる。固定給のみならず、営業職に多く見られる出来高払制のような形態もある。労働時間は一般的に正社員と同様である。
構成は、高齢層の割合が高い。日本の多くの企業は定年年齢を60歳と定めているが、老齢年金の支給開始年齢は65歳（一部例外あり）であり、この5年間をどう乗り切るかが現代の労働者が直面する課題であり、これに応えるべく企業が定年退職した正社員を契約社員として再雇用し、従前と同様の業務に就かせる例が増えている。また、若年層でも契約社員になる割合は増えている。

#### 派遣社員（登録型派遣）
企業や官公庁が派遣会社と契約を交わし、派遣会社が雇っている従業員が企業や官公庁に派遣されて業務を処理する形態。日常業務の指揮命令権は派遣先にある。
長い間、職業安定法の下、きわめて限定的な雇用形態として位置づけられてきており、労働者派遣事業の適正な運営の確保及び派遣労働者の就業条件の整備等に関する法律（労働者派遣法）の制定により正式に法律で規定されたのは1986年。当初は13業種と制限されていたが、1996年には26業種へと拡張され、さらに1999年、2004年、2015年の改正で対象業界と業種が大幅に拡大した。リーマンショック後の2008年末から2009年にかけて、これら改正で拡大された業種などで、派遣業者による労働者の大量解雇および雇い止めが発生し、一般的に派遣切りと称されて社会問題化した。
派遣社員は、契約社員ほどではないが増加している。構成は、女性と男性とでは女性が多い。

#### 名ばかり正社員
一方では、正社員の中にも「名ばかり正社員」（周辺的正社員）といわれる、非正規社員と大差ない処遇の労働者が増加している。雇用保険・厚生年金・健康保険に未加入で、交通費・昇給・ボーナス・退職金もない（毎月の固定給制ではなく日給制や時給制の会社もある）ので、非正規社員と同等の劣悪な労働環境（サービス残業やサービス休日出勤も強制的に命じる）に追い込まれるケースが増加しており、正社員の間にも格差が広がっている。

## 韓国における非正規雇用
大韓民国には2006年11月30日に国会を通過・成立した「非正規職保護法」がある。
1. 直接雇用期間が2年を超えた有期雇用者は無期雇用とし、請負・派遣労働者（間接雇用）は直接雇用（有期雇用または無期雇用）とすること
2. 賃金・勤務条件で正社員と不当に差別してはならない

といった内容となっている。
1997年の経済危機（IMF経済危機）をきっかけに非正規化が一気に進み、韓国の非正規社員率は55パーセントと日本の過去最高である33パーセントをはるかに超える高い状況だったこともあり、法が成立したが、実際には非正社員が2年勤務の法実施の直前に大量に解雇している事例が増えている。企業側にとって好都合な抜け道と不備がある法案で、非正規雇用の長期化は避けられたが、逆に継続雇用に支障をきたしているため、労働者全体の地位向上にはあまり効果が出ていないことが伝えられている。平均月収88万ウォン程度で暮らす若者を指してある社会学者が名づけた「88万ウォン世代（88만원 세대）」という語が流行語となるなど、ワーキングプアは韓国でも大きな社会問題である。韓国では文在寅大統領によって2018年、最低賃金が2年で3割も上げられたが企業の経済や国内の消費がついてかず、非正規、高齢者、青年など弱い立場の人ほど募集は減らされ、人件費のために解雇される状態になっている。就職希望者を含む青年失業率が22.7%を越え、IMF時代を越える不景気になった。そのため、日本への就職を求める韓国の若者が毎年増加している。
2021年基準韓国の非正規職の割合はoecdでコロンビアを抜いて1位になった。

## 中国における非正規雇用
中華人民共和国の非正規雇用の定義は、『非正規就業とは、正規の職場での正式な社員契約を結んだ就労ではない、個人経営者や屋台、露店での販売員、家庭内手工業や企業の臨時契約社員などを指す』とされる。このため、例えば起業家も非正規雇用に含まれる。
非正規雇用者は少なく見積もっても約1億3000万人いる（2006年時点）といわれ、社会保障を受けられないため、社会保障の整備を求める指摘がある。

## 欧米における非典型雇用
1990年代以降の統計では、ドイツやフランス、イタリア、オランダ、ポルトガルおよびスペインなど大陸諸国では一時雇用が増加する一方、アメリカやイギリスなどのアングロサクソン諸国では一時雇用のシェアの水準と伸び率はこれらの国に比べて低くなっている。

### 欧州連合
フランスは1981年、ドイツは1985年にフルタイム社員とパートタイム社員の均等待遇、つまり同一労働同一賃金を法制化している。欧州連合 (EU) では、1997年にパートタイム労働指令が発令された。これにより、パートタイムを理由とした差別の禁止と、時間比例の原則を適用することとなっている。背景として、産業別の労働協約と賃金体系があり、フルタイムとパートタイムとで賃金が違うということがあまりなかったことが挙げられている。
欧州連合加盟国の企業の側は、賃金に対しては抵抗をせず、年金については一部抵抗した。これは、年金にかかるコストがパートタイムの方がかかるためだ（例えば「1人のフルタイムを30年雇った場合」と「30人のパートタイムを1年ごとに雇った」場合とでは、同じ労働量に対して後者「30人のパートタイムを1年ごとに雇った場合」の方が事務コストが高くなる）。労働組合の側は、フルタイム社員の取り分が減るとして抵抗した。 フランスでは非正規労働者の在職が短期なため、報酬の10％に相当する不安定手当を受けることができ、同一業務をする正社員の1割増しの賃金を受けることができる

### アメリカ合衆国
雇用に対する規制が緩く、雇用主が自由に採用、解雇できるレイオフも容易であるため、日本のように解雇の困難さを理由に非正規雇用をする必要がない。そのため、非正規雇用の比率は主要国の中で一番低く、失業している期間も短い。
均等待遇という原則は法制化されていない。これは、「それぞれの雇用形態は企業と労働者の間の契約で取り決められたものだから、政府が法律で介入することはしない」という考え方による。ただし、多くの産業別労働組合内でペイ・エクイティ原則が整備されている。よって、同じ仕事をしながら賃金に大きな差が出るということはありえないとされている。労働者が広域な労働組合を組織し、企業や地方自治体に待遇改善を図る方向で動いている。

## テレビ番組
- 日経スペシャル ガイアの夜明け 絶望職場に光を！～働くものに明日はあるか・第2章（2008年5月6日、テレビ東京）[97]。- ロフトの「ロフト社員」を取材。